# Angelo Parona
Angelo Parona (Novara, 23 aprile 1889 – Roma, 14 maggio 1977) è stato un ammiraglio italiano, comandante del  Comando Superiore delle Forze subacquee italiane in Atlantico (BETASOM) dal settembre 1940 al settembre 1941, e poi della 3ª Divisione incrociatori pesanti, innalzando la sua insegna a bordo del Gorizia. Tra il 1941 e il 1943 partecipò alla prima e alla seconda battaglia della Sirte e alla battaglia di mezzo giugno e mezzo agosto del 1942.

## Biografia
Nacque a Novara il 23 aprile 1889, figlio di Emilio e Elena Tarella, arruolatosi nella Regia Marina frequentò la Regia Accademia Navale di Livorno tra il 1906 e il 1910, uscendone con il grado di guardiamarina ed imbarcando sulla corazzata Regina Margherita. Partecipò alla guerra italo-turca a bordo dell'incrociatore corazzato Varese, e dopo essere stato promosso tenente di vascello, all'entrata in guerra dell'Italia, il 24 maggio 1915, si trovava assegnato alla nave da battaglia Sardegna.
Combatte sul fronte terrestre in forza alla Brigata Marina, venendo decorato con una Medaglia d'argento al valor militare per un'azione sostenuta vicino a Monfalcone, e poi come ufficiale sommergibilista si distinse al comando del sommergibile F 17 venendo decorato con una Medaglia di bronzo al valor militare.  Rimase imbarcato sui sommergibili anche dopo la fine del conflitto, venendo promosso capitano di corvetta nel 1922 e capitano di fregata il 1º marzo 1927 , frequentò il corso presso l'Istituto di guerra marittima al termine del quale, per circa tre anni, fu assegnato all'ufficio del Capo di stato maggiore della marina - reparto organizzazione e mobilitazione.
Nel 1931-32 comandò la 4ª squadriglia sommergibili sul Tito Speri di base a Napoli (composta anche dal Pier Capponi, dal Goffredo Mameli e dal Giovanni Da Procida). Quindi, sempre a Napoli, nello stesso 1932 assunse il comando dell'intera 2ª Flottiglia sommergibili imbarcando sul Goffredo Mameli, che comprendeva le squadriglie 4^ e 5^.
Nel 1932, insieme al capitano Vladimiro Pini, tradusse dal tedesco l'opera dell'ammiraglio Hermann Bauer Das Unterseeboot: Seine Bedeutg als Teil e. Flotte; Seine Stellg im Völkerrecht; Seine Kriegsverwendg; Seine Zukunft, un trattato sulla progettazione e la tattica d'impiego degli U-boot. Promosso capitano di vascello il 6 settembre 1933 per i due anni successivi ricoprì l'incarico di addetto navale presso l'Ambasciata d'Italia a Parigi.
Tra il 21 agosto 1936 e il 30 agosto 1937 fu comandante dell'incrociatore pesante Trieste e poi Capo di stato maggiore della 3ª Divisione navale. Promosso contrammiraglio il 29 settembre 1938 divenne Vice ispettore delle costruzioni e del collaudo delle nuove navi e poi Capo di gabinetto del Ministero della Marina a Roma. All'atto dell'entrata in guerra dell'Italia, il 10 giugno 1940, ricopriva l'incarico di comandante in seconda della squadra sommergibili (dal 6 giugno al 31 agosto 1940).
Nel corso della conferenza militare tenutasi a Friedrichshafen il 20 giugno 1939, il comandante della Kriegsmarine, ammiraglio Erich Raeder e il capo di stato maggiore della Regia Marina, ammiraglio Domenico Cavagnari, stabilirono la partecipazione italiana alla guerra sottomarina in Atlantico e la creazione di una base italiana. Dopo la caduta della Francia il Ministero della Marina stabilì, il 25 luglio 1940, l'istituzione del comando italiano in Atlantico e lo designò comandante dell'XI Gruppo Sommergibili. Nel mese di agosto visitò, insieme all'ammiraglio tedesco Eberhard Weichold, numerosi porti della costa atlantica e scelse Bordeaux come base per le unità italiane. Supermarina convalidò la scelta e decise che dal 1 settembre 1940 fosse costituito il comando del gruppo sommergibili atlantici, divenuto poi Comando Superiore delle Forze subacquee italiane in Atlantico (BETASOM).
Promosso ammiraglio di divisione nell'aprile 1941, nel mese di settembre lasciò il comando delle forze subacquee italiane in Atlantico al capitano di vascello Romolo Polacchini e ritornò in Mediterraneo per assumere il comando della 3ª Divisione incrociatori pesanti in sostituzione dell'ammiraglio Bruno Brivonesi, innalzando la sua insegna a bordo del Gorizia il 13 novembre 1941. Tra il 1941 e il 1943 partecipò alla prima ed alla seconda battaglia della Sirte , alla battaglia di mezzo giugno 1942 e alla battaglia di mezzo agosto 1942. Dopo il grave danneggiamento del Gorizia durante un'incursione aerea. sulla base de La Maddalena, avvenuto il 10 aprile 1943, fu trasferito presso il Ministero della Marina a Roma, dove assunse la direzione del personale militare e dei servizi, e lì si trovava il giorno della proclamazione dell'armistizio con gli anglo-americani.
Dopo la liberazione della Capitale (4 giugno 1944) riprese servizio attivo e fu nominato Comandante del Dipartimento Militare Marittimo dello Ionio a Taranto ricoprendo tale incarico dal 1944 al 1946. Nel corso del 1945 fu nominato ammiraglio di squadra. 
Dopo la fine della guerra l'Alto Commissario Aggiunto per l'epurazione della Pubblica Amministrazione gli contestò di non essersi opposto ai tedeschi mentre si trovava a Roma nei giorni dell'armistizio dell'8 settembre 1943 e di aver lasciato, al momento della sua partenza dal Ministero, tutta la documentazione  al capitano di vascello Carmine D'Arienzo che si sapeva essere passato alla Repubblica Sociale Italiana. Inoltre aveva dato ordine di stilare, su richiesta del Commissariato per la Città Aperta, una lista di tutti gli ufficiali della Regia Marina presenti a Roma l'8 settembre che poi finì in mani tedesche.
Dal 1948 al 1951 fu presidente per l'illuminazione permanente delle coste e dei fari venendo messo in posizione ausiliaria nel corso del 1951.
Continuò dagli anni Cinquanta in poi la forte amicizia con l'ammiraglio Donitz, sempre ospitandolo in una sua villa sul lago Maggiore. Morì a Roma il 14 maggio 1977.